# مفقودون في الأنديز!
مفقودون في الأنديز! (بالإنجليزية: Lost in the Andes!)‏، أو بطوط والبيض المربع هي قصة مصورة لبطوط (دونالد داك) كتبها كارل باركس في أبريل 1949. بطوط وأبناء أخته يذهبون إلى أمريكا الجنوبية من أجل العثور على الدجاج الأسطوري الذي يضع بيضًا مربعًا (في الحقيقة هو بيض مكعب).

## وصلات خارجية
- Lost in the Andes! in Carl Barks guidebook